# Municipio de Utica (Iowa)
El municipio de Utica (en inglés: Utica Township) es un municipio ubicado en el condado de Chickasaw en el estado estadounidense de Iowa. En el año 2010 tenía una población de 421 habitantes y una densidad poblacional de 3,03 personas por km².

## Geografía
El municipio de Utica se encuentra ubicado en las coordenadas 43°8′52″N 92°8′25″O / 43.14778, -92.14028. Según la Oficina del Censo de los Estados Unidos, el municipio tiene una superficie total de 138.94 km², de la cual 138,94 km² corresponden a tierra firme y (0 %) 0 km² es agua.

## Demografía
Según el censo de 2010, había 421 personas residiendo en el municipio de Utica. La densidad de población era de 3,03 hab./km². De los 421 habitantes, el municipio de Utica estaba compuesto por el 98,1 % blancos, el 0,95 % eran afroamericanos y el 0,95 % eran de una mezcla de razas. Del total de la población el 0,71 % eran hispanos o latinos de cualquier raza.